# 이스마일 알파루키
이스마일 라지 알파루키(1921년 1월 1일 ~ 1986년 5월 27일)는 이슬람 연구와 종교 간 대화에 큰 기여를 한 팔레스타인-미국 철학자이다. 그는 카이로의 알아즈하르 대학교에서 공부했고, 캐나다 몬트리올의 맥길 대학교를 포함한 북미의 여러 대학에서 가르쳤다. 알-파루키는 템플 대학교에서 종교학 교수로 일하면서 이슬람 연구 프로그램을 설립하고 이끌었다. 또한 국제 이슬람 사상 연구소(IIIT)를 설립했다. 그는 100편 이상의 논문과 25권의 책을 썼으며, 그 중에는 기독교 윤리: 주요 사상의 역사적 및 체계적 분석과 알타우히드: 사상과 삶에 대한 함의가 있다.

## 어린 시절과 교육
알파루키는 영국 위임통치 시대 팔레스타인의 야파에서 태어났다. 그의 아버지 '압둘 후다 알-파루키'는 이슬람 판사(가디)였다. 알-파루키는 집과 지역 모스크에서 초기 종교 교육을 받았다. 1936년, 그는 프랑스 도미니코회가 운영하는 야파 프레르 대학에 입학했다.
1942년, 그는 예루살렘의 영국 위임통치 정부에서 협동조합 등록관으로 임명되었다. 1945년에는 갈릴리의 구청장이 되었다. 1948년 아랍-이스라엘 전쟁 이후, 알파루키는 레바논의 베이루트로 이주하여 베이루트 아메리칸 대학교에서 공부했다. 이후 그는 인디애나 대학교에 입학하여 1949년에 이성의 윤리와 삶의 윤리 (칸트와 니체의 윤리)라는 논문으로 철학 석사 학위를 받았다.
그의 석사 논문에서 알파루키는 임마누엘 칸트와 프리드리히 니체의 윤리를 분석했다. 그는 1951년 하버드 대학교에서 철학 석사 학위를 추가로 받았고, 1952년 인디애나 대학교에서 선을 정당화하기라는 제목의 논문으로 박사 학위를 받았다. 그의 박사 논문에서 알-파루키는 가치가 절대적이며 감정적 직관을 통해 선험적으로 알려진다고 주장했다. 그는 막스 셸러의 현상학과 니콜라이 하르트만의 윤리학 연구를 바탕으로 이론을 전개했다.
그의 연구는 초월적 기초의 부재가 도덕적 상대주의로 이어진다는 결론을 내렸고, 이는 그가 이슬람 유산을 재평가하도록 이끌었다. 미국에 도착한 지 6년 만에 그는 이슬람에 대한 더 깊은 연구가 필요함을 깨닫고 이집트의 알아즈하르 대학교에서 공부했다. 미국을 떠날 무렵, 그는 도덕적 의무에 대한 새로운 질문을 발전시켰고, 자신의 지적 추구를 이슬람 정체성과 통합하려 했다.

## 학문적 경력
1958년, 알파루키는 맥길 대학교의 신학부에서 방문 펠로우십을 제안받았다. 그는 퀘벡 생로랑에 거주하며 맥길 대학교의 이슬람 연구소에 합류했다. 그는 1958년부터 1961년까지 윌프레드 캔트웰 스미스와 함께 가르쳤으며, 그의 이슬람 사상에 대한 독창적 접근으로 유명했다. 그는 재임 기간 동안 기독교 신학과 유대교를 공부했으며, 파키스탄 철학자 파즐루르 라흐만과 친분을 쌓았다. 1961년, 라흐만은 그를 다양한 이슬람 문화에 노출시키기 위해 파키스탄 카라치의 중앙 이슬람 연구소에서 2년간의 임기를 마련했다. 알-파루키는 1961년부터 1963년까지 그곳에서 방문 교수로 일했다.
1964년, 알파루키는 미국으로 돌아와 시카고 대학교 신학부에서 방문 교수로, 시러큐스 대학교에서 부교수로 재직했다. 1968년, 그는 템플 대학교 종교학 교수로 합류하여 이슬람 연구 프로그램을 설립하고 1986년 사망할 때까지 그 직위를 유지했다. 템플 대학교에서 재직하는 동안, 그는 존 에스포지토를 포함한 많은 학생들을 지도했다.
1977년 3월, 알파루키는 메카에서 열린 제1회 세계 이슬람 교육 회의에서 중요한 역할을 했다. 이 회의에는 무함마드 카말 하산, 사이드 무함마드 나퀴브 알-아타스, 사이드 알리 아쉬라프 등이 참석했다. 이 회의는 다카, 이슬라마바드, 쿠알라룸푸르, 캄팔라, 니제르에 이슬람 대학을 설립하는 기초를 마련했다. 알-파루키는 회의의 논의와 행동 계획 개발에서 중요한 역할을 했다.

## 철학과 사상

### 초기 사상: 아랍주의
알파루키의 초기 지적 초점은 우루바(아랍주의)였다. 그는 우루바가 모든 무슬림을 단일 신자 공동체(우마)로 통합하는 핵심 정체성과 가치라고 주장했다. 알-파루키는 코란의 언어로서 아랍어가 이슬람 세계관을 완전히 이해하는 데 필수적이라고 믿었다. 그는 우루바가 무슬림 정체성과 분리할 수 없는 것으로, 언어적 및 종교적 차원을 모두 포괄한다고 보았다.
알파루키는 또한 유대교, 기독교, 이슬람에서 아랍 종교 의식의 중심 요소로 타우히드(유일신론)를 강조했다. 이 개념은 아랍 문화와 언어에 뿌리를 둔 이들 종교 간의 공통된 단일신 사상을 강조했다. 그는 이슬람과 유일신이 인류에게 주는 아랍 의식의 선물이라고 믿었으며, 이는 현대 시대의 인종 기반 민족주의와 반대되는 입장이었다.
이 입장은 아랍 중심적인 접근 방식으로 인해 일부 학자들로부터 비판을 받았다. 비아랍 무슬림 지식인들을 포함한 비판자들은 이슬람 사상에 적합한 유일한 언어 구조가 아랍어라는 그의 주장에 도전했다. 파키스탄에서의 그의 경험은 다양한 이슬람 문화를 접했음에도 불구하고 그의 아랍 중심적 관점을 초기에는 크게 변화시키지 못했다.

### 이슬람주의로의 전환
알파루키의 관점은 미국으로의 이주 후 크게 변화했다. 템플 대학교에서 무슬림 학생 협회(MSA)와의 활동을 통해 다양한 문화적 배경을 가진 무슬림 학생들을 만났다. 이 경험은 그가 초기의 아랍주의 초점을 재고하게 만들었다. 그는 아랍 민족주의보다 더 넓은 이슬람 정체성을 우선시하게 되었으며, "몇 달 전까지만 해도 나는 팔레스타인인, 아랍인, 무슬림이었다. 이제 나는 팔레스타인 출신의 아랍인이기도 한 무슬림이다"라고 말했다. 그는 "나는 누구인가? 팔레스타인인, 철학자, 자유주의적 인본주의자인가? 내 대답은: 나는 무슬림이다"라고 자문했다.
이 변화는 종교 간 대화에 참여하면서 더욱 강화되었다. 알파루키는 무슬림 학생 협회(MSA)에서의 활동과 미국에서 다양한 무슬림 문화와의 만남을 통해 더 넓은 이슬람 정체성을 강화했다.

### 초종교
알파루키는 종교를 서로 비교하는 대신 보편적 기준에 따라 평가할 수 있는 초종교적 원칙을 세우려 했다. 그는 대화를 위한 여러 가지 원칙을 제안했다. 그 중에는 모든 대화는 비판을 받아들여야 하며, 의사소통은 내부 및 외부 일관성의 법칙을 따라야 하고, 대화는 현실과 일치해야 하며 "정경적 형상화"에서 벗어나야 한다는 것이 있었다. 또한, 그는 신학적 논쟁보다는 윤리적 질문에 중점을 두어야 한다고 주장했다.
알파루키는 초종교적 대화가 서로 다른 신앙 공동체 간의 상호 이해와 존중을 이룰 수 있는 수단이 될 수 있다고 믿었다. 그의 윤리학에 대한 초점은 더 건설적이고 덜 논쟁적인 종교 간 대화를 촉진하기 위해 고안되었다.

### 전체적 지식
알파루키는 무슬림 사회에서 지식의 세속화에 대해 우려하며 전체적 지식의 개념을 발전시키는 데 크게 기여했다. 그는 "우마의 병폐"를 논의하며, 서구의 세속적 도구와 방법에 의존하는 것이 이슬람 윤리를 간과하고 무슬림 국가의 생태적 및 사회적 현실과의 단절을 초래한다고 주장했다. 그는 현대 지식과 이슬람 원칙을 통합하여 현대적 도전에 대응하고 우마의 윤리적 통합을 유지하는 것이 중요하다고 강조했다.
알파루키의 후반기 지적 노력은 지식의 이슬람화에 중점을 두었다. 그는 신앙과 이성을 통합하는 방법을 제안했다. 이 분야에서 그의 작업은 IIIT의 설립으로 결실을 맺었으며, 이는 다양한 학문 분야에 대한 이슬람적 인식론과 방법론을 개발하는 것을 목표로 했다.
알파루키는 현대 과학 지식과 이슬람 지식을 통합하는 필요성을 강조했다. 그는 현대 학문 분야를 통합하면서도 이슬람 사상에 뿌리를 둔 통일된 이슬람 교육과정을 개발하는 것을 목표로 했다. 그의 접근 방식은 이슬람 원칙과 양립할 수 없는 요소를 식별하고 제거하는 체계적 과정을 포함했으며, 다양한 학문 분야에 이슬람 가치를 통합했다.
알파루키는 교육 개혁에 중점을 두어 이슬람과 현대 과학을 결합한 포괄적인 교육과정과 학문 기관의 창설을 지지했다. 이 접근 방식은 현대적 도전에 이슬람 관점에서 대응할 수 있는 학자들을 배출하는 것을 목표로 했다. 알-파루키는 또한 교육 시스템 전체를 개혁하기 위한 커리큘럼 개발, 실행을 위한 실질적 전략 및 전체론적 접근의 중요성을 강조했다.

### 시온주의에 대한 견해
알파루키는 시온주의를 비판하며, 시온주의가 유대교의 민족주의 이념과 양립할 수 없다고 보았다. 그는 시온주의로 인한 불의가 그 해체를 필요로 한다고 주장했다. 그는 시온주의를 포기한 전 이스라엘 유대인들이 이슬람 세계 내에서 유대교 법을 준수하는 "우마틱 공동체"로 살 수 있음을 제안했다. 이 입장은 이슬람 원칙에 뿌리를 둔 정의의 비전을 강조했다.

## 학문적 성과
1980년, 알파루키는 타하 자비르 알랄와니, 압둘 하미드 아부술라이만, 안와르 이브라힘과 함께 국제 이슬람 사상 연구소(IIIT)를 공동 설립했다.
알파루키는 광범위한 저술과 학문 및 종교 간 단체 참여를 통해 이슬람 연구에 기여했다. 그는 학술 저널과 잡지에 100편 이상의 논문을 발표하고 25권의 책을 출판했다. 여기에는 기독교 윤리: 지배적인 사상의 역사적 및 체계적 분석(1968), 이스라엘 문제와 이슬람(1980), 알-타우히드: 사상과 삶에 대한 함의(1982) 등이 포함된다. 그는 미국 종교 학회 이슬람 연구 그룹을 설립하는 데 관여했으며, 10년 동안 그 의장을 역임했다. 또한, 종교 간 평화 콜로키움의 부회장과 시카고 아메리칸 이슬람 대학의 회장을 역임했다.
알파루키는 이슬람 사상에서 단일성(타우히드)의 개념을 제안하며, 이를 윤리, 정치, 교육을 포함한 삶의 다양한 측면에서의 통합 원칙으로 강조했다. 그의 "지식의 이슬람화" 이니셔티브는 이슬람 원칙과 현대 학문 분야를 통합하는 것을 목표로 하여 신앙과 이성의 전체론적 통합을 촉진했다. IIIT에서 그의 작업은 이슬람적 인식론을 위한 프레임워크를 만들고, 교육과정과 연구 방법론을 개발하는 것이었다. 이 이니셔티브는 세속화가 초래하는 도전을 해결하고 이슬람 지적 전통과 교류하는 것을 목표로 했다.
이브라힘 칼린에 따르면, 알-파루키의 "지식의 이슬람화"는 주로 인문학을 대상으로 하여 현대 과학 지식을 제외했으며, 이는 이슬람 지식에서 사회학적 초점을 초래하고 현대 과학의 세속화 효과를 간과하게 만들었다.
알파루키는 종교 간 대화에도 참여하여 다양한 종교 공동체 간의 상호 이해와 협력을 촉진했다. 그의 노력은 평화와 존중의 세계적 환경을 조성하는 것을 목표로 했으며, 이슬람, 기독교, 유대교 간의 공통점을 강조했다.

## 현대적 중요성
알파루키의 지식의 이슬람화에 대한 아이디어는 현대 이슬람 사상에 계속 영향을 미치고 있다. 현대 학문 분야와 이슬람 원칙을 통합하려는 그의 강조는 신앙과 이성을 조화시키려는 학자들과 교육자들에게 여전히 중요한 의미를 지닌다. 그의 작업은 이슬람 사상과 교육에 관한 학술 회의와 출판물에서 자주 인용된다.
알파루키의 종교 간 대화에 대한 기여도 널리 인정받고 있다. 그의 노력이 다양한 종교 공동체 간의 상호 이해와 협력을 촉진하려는 것이었다. 그의 종교 간 대화 접근 방식은 이슬람, 기독교, 유대교 간의 공통점을 강조하여 평화와 존중의 세계적 환경을 조성하는 데 중요한 기여를 한 것으로 평가받는다.
그의 몬트리올 무슬림 공동체에 대한 기여와 이슬람 학문에 대한 영향은 사후에도 인정받고 있다.

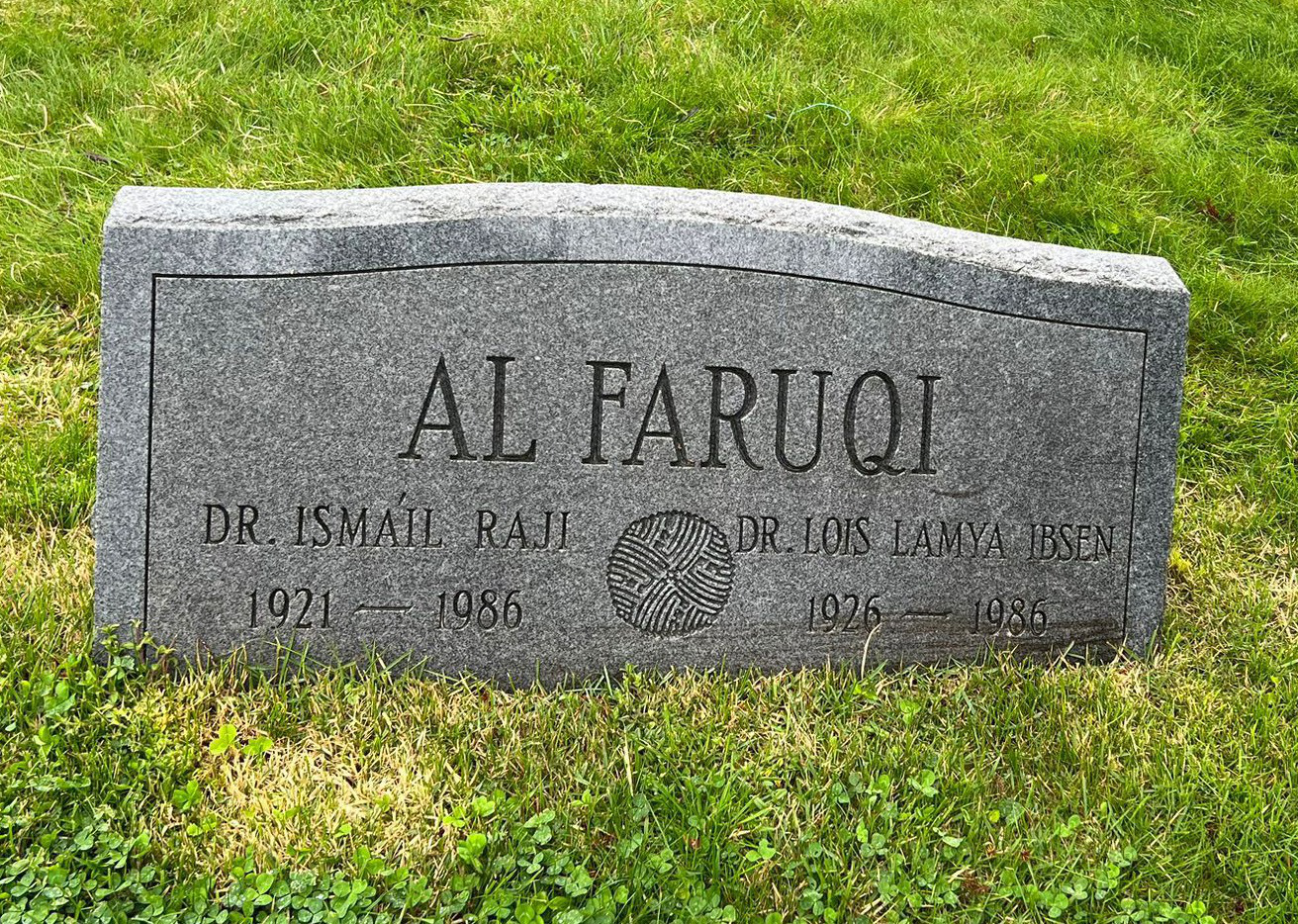
이쓰마일 알-파루키와 그의 아내의 합장 묘지

## 사망
1986년 5월, 알파루키와 그의 아내는 펜실베이니아주 윈코트의 자택에서 요셉 루이스 영(이슬람 이름: 유수프 알리)에 의해 살해당했다. 영은 범행을 자백했고, 사형을 선고받았으며, 1996년에 자연사로 사망했다. 이 공격으로 그의 딸 안마르 알-제인도 심하게 부상당했지만, 광범위한 치료 끝에 생존했다. 범행 동기에 대해서는 계획된 강도 사건에서 정치적 동기에 이르기까지 다양한 이론이 제기되었다.

## 참조주
1. ↑  Imtiyaz Yusuf, 편집. (2021). 《Essential Writings: Ismail Al Faruqi》. Kuala Lumpur: IBT Books. 3쪽.
2. ↑  Al-Faruqi, Isma'il Raji (1949). 《The Ethics of Reason and the Ethics of Life (Kantian and Nietzschean Ethics)》 (Master's thesis). Bloomington: Indiana University.
3. ↑  Al-Faruqi, Isma'il (1952). 《On Justifying the Good》 (PhD thesis). Bloomington: Indiana University.
4. ↑  Scheler, Max (1960). 《On the Eternal Man》. 번역 Bernard Noble. London: SCM Press.
5. ↑  Scheler, Max (1961). 《Man's Place in Nature》. Boston: Beacon Press.
6. ↑  Fletcher, Charles (2014). 《Muslim-Christian Engagement in the Twentieth Century: The Principles of Inter-faith Dialogue and the Work of Ismail Al-Faruqi》. United Kingdom: I.B.Tauris. 34쪽.
7. ↑  Balfour, Clair (1986년 7월 31일). “Islamic scholar slain in U.S. was figure in Montreal”. 《The Gazette》 (Montreal).
8. ↑  Imtiyaz Yusuf, 편집. (2021). 《Essential Writings: Ismail Al Faruqi》. Kuala Lumpur: IBT Books. 4쪽.
9. ↑  Fletcher, Charles (2014). 《Muslim-Christian Engagement in the Twentieth Century: The Principles of Inter-faith Dialogue and the Work of Ismail Al-Faruqi》. United Kingdom: I.B.Tauris.
10. ↑  Quraishi, M. Tariq (1986). 《Ismail al-Faruqi: An Enduring Legacy》. MSA Publications. 9쪽.
11. ↑  “Editorial”. 《The American Journal of Islamic Social Sciences》 28 (3): ii–xii. 2011.
12. ↑  “Editorial”. 《The American Journal of Islamic Social Sciences》 28 (3): ii–xii. 2011.
13. ↑  Al-Faruqi, Isma'il R. (1962). 《'Urubah and Religion: An Analysis of the Dominant Ideas of Arabism and of Islam as Its Heights Moment of Consciousness》. On Arabism 1. Amsterdam: Djambatan.
14. ↑  Al-Faruqi, Isma'il R. (1962). 《'Urubah and Religion: An Analysis of the Dominant Ideas of Arabism and of Islam as Its Heights Moment of Consciousness》. On Arabism 1. Amsterdam: Djambatan.
15. ↑  Bakar, Osman (2005).  Strum, Philippa, 편집. 《The Intellectual Impact of American Muslim Scholars on the Muslim World, with Special Reference to Southeast Asia》. Woodrow Wilson International Center for Scholars. 96–97쪽. ISBN 1-933549-98-X.
16. ↑  Fletcher, Charles D. (2015). 《Muslim-Christian Engagement in the Twentieth Century: The Principles of Interfaith Dialogue and the Work of Isma'il al-Faruqi》. London: I.B. Tauris. 35–37쪽.
17. ↑  Ba-Yunus, Ilyas (1988). “Al Faruqi and Beyond: Future Directions in Islamization of Knowledge”. 《The American Journal of Islamic Social Sciences》 5 (1): 14.
18. ↑  Ba-Yunus, Ilyas (1988). “Al Faruqi and Beyond: Future Directions in Islamization of Knowledge”. 《The American Journal of Islamic Social Sciences》 5 (1): 14.
19. ↑  Quraishi, M. Tariq (1986). 《Ismail al-Faruqi: An Enduring Legacy》. MSA Publications. 9쪽.
20. ↑  Fletcher, Charles D. (2015). 《Muslim-Christian Engagement in the Twentieth Century: The Principles of Interfaith Dialogue and the Work of Isma'il al-Faruqi》. London: I.B. Tauris. 35–37쪽.
21. ↑  Fletcher, Charles D. (2015). 《Muslim-Christian Engagement in the Twentieth Century: The Principles of Interfaith Dialogue and the Work of Isma'il al-Faruqi》. London: I.B. Tauris. 43–45쪽.
22. ↑  Fletcher, Charles D. (2015). 《Muslim-Christian Engagement in the Twentieth Century: The Principles of Interfaith Dialogue and the Work of Isma'il al-Faruqi》. London: I.B. Tauris. 46–48쪽.
23. ↑  Ahsan, Muhammad Amimul (2013). “Islamization of Knowledge: An Agenda for Muslim Intellectuals”. 《Global Journal of Management and Business Research Administration and Management》 13 (10).
24. ↑  Bakar, Osman (2005).  Strum, Philippa, 편집. 《The Intellectual Impact of American Muslim Scholars on the Muslim World, with Special Reference to Southeast Asia》. Woodrow Wilson International Center for Scholars. 96–97쪽. ISBN 1-933549-98-X.
25. ↑  Al-Faruqi, Isma'il Raji (1982). 《Islamization of Knowledge: General Principles and Work Plan》. IIIT.
26. ↑  Al-Faruqi, Isma'il Raji (1982). 《Islamization of Knowledge: General Principles and Work Plan》. IIIT.
27. ↑  Hashim, Rosnani; Rossidy, Imron (2000). “Islamization of Knowledge: A Comparative Analysis of the Conceptions of Al-Attas and Al-Faruqi”. 《Intellectual Discourse》 8 (1): 19–45.
28. ↑  Hashim, Rosnani; Rossidy, Imron (2000). “Islamization of Knowledge: A Comparative Analysis of the Conceptions of Al-Attas and Al-Faruqi”. 《Intellectual Discourse》 8 (1): 19–45.
29. ↑  Hashim, Rosnani; Rossidy, Imron (2000). “Islamization of Knowledge: A Comparative Analysis of the Conceptions of Al-Attas and Al-Faruqi”. 《Intellectual Discourse》 8 (1): 19–45.
30. ↑  Fletcher, Charles D. (2015). 《Muslim-Christian Engagement in the Twentieth Century: The Principles of Interfaith Dialogue and the Work of Isma'il al-Faruqi》. London: I.B. Tauris. 151–152쪽.
31. ↑  Al-Faruqi, Isma'il R. (1980). 《Islam and the Problem of Israel》. London: The Islamic Council of Europe.
32. ↑  Al-Faruqi, Isma'il R. (1980). 《Islam and the Problem of Israel》. London: The Islamic Council of Europe.
33. ↑  Fletcher, Charles D. (2015). 《Muslim-Christian Engagement in the Twentieth Century: The Principles of Interfaith Dialogue and the Work of Isma'il al-Faruqi》. London: I.B. Tauris. 152쪽.
34. ↑  Ismail R. al-Faruqi, "Islam and Zionism," in John L. Esposito, ed., Voices of Resurgent Islam (New York: Oxford University Press, 1983), 265.
35. ↑  Fletcher, Charles (2014). 《Muslim-Christian Engagement in the Twentieth Century: The Principles of Inter-faith Dialogue and the Work of Ismail Al-Faruqi》. United Kingdom: I.B.Tauris.
36. ↑  Al-Faruqi, Isma'il Raji (1982). 《Islamization of Knowledge: General Principles and Work Plan》. IIIT.
37. ↑  Al-Faruqi, Isma'il Raji (1982). 《Islam: Source and Purpose of Knowledge: Proceedings and Selected Papers of Second Conference on Islamization of Knowledge》. IIIT.
38. ↑  Kalin, Ibrahim (2002). 《God, Life and the Cosmos》. Ashgate. 60–61쪽. Ismail al-Faruqi’s work known under the rubric of 'Islamization of knowledge' is a good example of how the idea of method or methodology ('manhaj' and 'manhajiyyah', the Arabic equivalents of method and methodology, which are the most popular words of the proponents of this view) can obscure deeper philosophical issues involved in the current discussions of science. Even though al-Faruqi’s project was proposed to Islamize the existing forms of knowledge imported from the West, his focus was exclusively on the humanities, leaving scientific knowledge virtually untouched. This was probably due to his conviction that the body of knowledge generated by modern natural sciences is neutral and as such requires no special attention. Thus, al-Faruqi’s work and that of IIIT after his death concentrated on the social sciences and education. This had two important consequences. First, al-Faruqi’s important work on Islamization provided his followers with a framework in which knowledge (ilm) came to be equated with social disciplines, thus ending up in a kind of sociologism. The prototype of al-Faruqi’s project is, we may say, the modern social scientist entrusted as arbiter of the traditional Alim. Second, the exclusion of modern scientific knowledge from the scope of Islamization has led to negligent attitudes, to say the least, toward the secularizing effect of the modern scientific worldview. This leaves the Muslim social scientists, the ideal-types of the Islamization program, with no clue as to how to deal with the questions that modern scientific knowledge poses. Furthermore, to take the philosophical foundations of modern, natural sciences for granted is tantamount to reinforcing the dichotomy between the natural and human sciences, a dichotomy whose consequences continue to pose serious challenges to the validity of the forms of knowledge outside the domain of modern physical sciences.
39. ↑  Yusuf, Imtiyaz (2012). 《Islam and Knowledge: Al Faruqi's Concept of Religion in Islamic Thought》. London: I. B. Tauris.
40. ↑  Bakar, Osman (2005).  Strum, Philippa, 편집. “The Intellectual Impact of American Muslim Scholars on the Muslim World, with Special Reference to Southeast Asia”. 《Muslims in the United States: Identity, Influence, Innovation》 (Woodrow Wilson International Center for Scholars): 96–97. ISBN 1-933549-98-X.
41. ↑  Yusof, Norazmi (2015). “Revisiting al-Faruqi's Islamization of Knowledge in the Context of Modern Islamic Thought”. 《International Journal of Islamic Thought》 7 (1): 49–57. doi:10.24035/ijit.07.2015.005.
42. ↑  Shaikh, Saulat (2015). “Ismail al-Faruqi's Concept of the Islamization of Knowledge”. 《Journal of Islamic Studies》 15 (3): 49–57.
43. ↑  Khan, Rahim (2018). “Al-Faruqi's Interfaith Dialogue and Its Contemporary Significance”. 《Journal of Islamic Studies》 15 (3): 209–223.
44. ↑  Zain, Nurul (2013). “The Role of Ismail al-Faruqi in Interfaith Dialogue”. 《Global Journal of Management and Business Research Administration and Management》 13 (10): 10–18.
45. ↑  Balfour, Clair (1986년 7월 31일). “Islamic scholar slain in U.S. was figure in Montreal”. 《The Gazette》 (Montreal).
46. ↑  “Black Muslim Charged in Slaying of Islamic Scholar and His Wife”. 《The New York Times》. 1987년 1월 18일.
47. ↑  O'Bryan, Ruth (1987년 7월 8일). “Confession Details Stalking, Slaying Of Islamic Scholars”. 《The Morning Call》. 2018년 7월 2일에 원본 문서에서 보존된 문서. 2018년 5월 13일에 확인함.
48. ↑  Bell, Adam (1996년 3월 11일). “Inside the Capitol (Joseph Louis Young dies of natural causes on death row)”. 《The Patriot News》.
49. ↑  Toth, Anthony B. (November 1986). “Focus on Arabs and Islam”. 《Washington Report on Middle East Affairs》.
50. ↑  Fletcher, Charles (2014). 《Muslim-Christian Engagement in the Twentieth Century: The Principles of Inter-faith Dialogue and the Work of Ismail Al-Faruqi》. United Kingdom: I.B.Tauris.
51. ↑  “Assassination motive behind al-Faruqi killings”. 《New Straits Times》 (Kuala Lumpur, Malaysia). 1986년 8월 20일. 2024년 6월 22일에 확인함.
52. ↑  “Zionist backlash against Arab intellectuals”. 《New Straits Times》 (Kuala Lumpur, Malaysia). 1986년 8월 21일. 2024년 6월 22일에 확인함.